# اولینا سوونپا
اولینا سوونپا (انگلیسی: Eveliina Suonpää؛ زادهٔ ۱۲ آوریل ۱۹۹۵) بازیکن هاکی روی یخ اهل فنلاند است.